# Ryszard Gwizdała
Ryszard Waldemar Gwizdała (ur. 23 lutego 1943 w Bydgoszczy, zm. 29 czerwca 2024) – polski polityk, poseł na Sejm PRL VIII kadencji.

## Życiorys
Uzyskał wykształcenie wyższe rolnicze (absolwent Wyższej Szkoły Rolniczej w Olsztynie z 1967). Był dyrektorem PGR Dylewo oraz radnym Wojewódzkiej Rady Narodowej w Olsztynie. W 1981 objął mandat posła na Sejm PRL VIII kadencji w okręgu Olsztyn z ramienia Polskiej Zjednoczonej Partii Robotniczej. Zasiadał w Komisji Rolnictwa i Przemysłu Spożywczego oraz w Komisji Rolnictwa, Gospodarki Żywnościowej i Leśnictwa.
Pochowany na cmentarzu przy ul. Wadąskiej w Dywitach koło Olsztyna.